# عباس کمندی
عباس کمندی (۱۳۳۱ خورشیدی - ۱ خرداد ۱۳۹۳) خواننده، آهنگساز، شاعر، نویسنده، نقاش و کارگردان، کُرد اهل ایران بود.

## زندگی‌نامه و فعالیت هنری
عباس کمندی، زاده شهر سنندج محله جوراباد. پدر و عمویش هم خوش صدا بودند و می‌خواندند. پدرش شمشال هم می‌نواخت. فعالیت هنری را به صورت حرفه‌ای از هیجده سالگی آغاز کرد و داستان منظومی که به زبان کردی به نام «شه‌و بوو و حه‌مه شوان» (شب بو و محمد چوپان) نوشته بود در آزمون استخدام نویسنده برای رادیو سنندج رتبه نخست را به دست آورد. این داستان از رادیو سنندج دو بار پخش شد و مورد استقبال قرار گرفت و بعدها عباس کمندی دوباره آن را بازنویسی و پخش کرد. دو سال پس از استخدامش در رادیو، تلویزیون سنندج هم به راه افتاد و عباس کمندی کار نویسندگی برای نمایش‌ها و فیلم‌ها و برنامه‌های تلویزیونی را آغاز کرد. بسیار هم پرکار بود و از جمله کارهای جالب توجهش، دوبله سریال لورل و هاردی به زبان کردی بود که خودش به جای چهار شخصیت در این سریال صحبت کرد. در سال ۱۳۵۰ پس از شرکت در یک شب شعر با حضور جمعی از بزرگان ادبیات ایران از جمله رحیم معینی کرمانشاهی که با ارائه تنظیم شعر حافظ مسئولیت ترانه‌سرایی خانه فرهنگ و هنر به عهده وی گذاشته شد. تا سال ۱۳۵۶ نود و پنج درصد ترانه‌هایی که در رادیو سنندج ضبط می‌شد از خانه فرهنگ و هنر ارائه می‌گردید.
در همان نخستین سال‌های کار در رادیو سنندج، به صورت اتفاقی با حسن کامکار آشنا شد و نخستین تجربه خود را در عالم موسیقی با سرودن شعری برای ترانه‌ای که حسن کامکار به مناسبت جشن‌های ۲۵۰۰ ساله شاهنشاهی ایران ساخت آغاز کرد. پس از آن همکاری عباس کمندی و حسن کامکار تا وقوع انقلاب به همین شیوه ادامه یافت و یکی دو سال بعد عباس کمندی خوانندگی را هم به صورت حرفه‌ای شروع کرد و تا زمان انقلاب حدود سی ترانه با صدای عباس کمندی از رادیو و تلویزیون پخش شد. بیشتر ترانه‌هایی را که می‌خواند خودش از نغمه‌های محلی کردی انتخاب می‌کرد و به جای اشعار عامیانه این ترانه‌ها، سروده‌های شاعران کرد را می‌گذاشت.
پس از انقلاب، عباس کمندی فعالیت موسیقایی را با فرزندان حسن کامکار (گروه کامکارها) ادامه داد که بعدها پرآوازه‌ترین گروه موسیقی کردی در ایران شدند. نخستین حاصل این همکاری آلبوم اورامان بود که در سال ۱۳۶۰ شرکت سروش (وابسته به صدا و سیما) منتشر کرد.
به گفته عباس کمندی، ترانه‌های آلبوم اورامان به صورت فی‌البداهه با برادران کامکار اجرا و ضبط شده بود. عباس کمندی و کامکارها سپس آلبوم «پرشنگ» و بعد از آن، آلبوم «گلاویژ» را بیرون منتشر کردند که تاکنون جزو پرطرفداران مجموعه ترانه‌های کردی است.
جدایی‌اش از کامکارها، عملاً جدایی‌اش از موسیقی شد و پس از آن بیشتر بر حرفه اصلی خود یعنی نویسندگی برای رادیو و تلویزیون متمرکز شد و تا سال ۱۳۸۴ که بازنشسته شد تعداد زیادی سریال و نمایشنامه تلویزیونی نوشت و ساخت که برخی از آن‌ها از شبکه سراسری تلویزیون ایران هم پخش شد. در کنار این فعالیت‌ها، داستان‌های محلی و آثار شاعران و سرگذشت نام آوران کرد را گردآوری و تدوین می‌کرد و به چاپ می‌سپرد

## سبک اشعار و آهنگ‌ها
سبک اشعار آهنگ‌های عباس کمندی عاشقانه است و بیشتر آن‌ها از شاعران هورامان (اورامان) گرفته شده‌است و تاکنون از وی آهنگی راجع به جنگ وکشتار و خون ریزی ثبت نشده.

## آثار
- سرودن اشعار بیش از ۱۵۰ ترانه
- ساخت و اجرای بیش از ۶۰ آهنگ و ترانه
- گردآوری مظاهر فرهنگ فلکلوریک (فرهنگ مردم)
- گردآوری و تحقیق زندگی‌نامه شخصیت‌های کرد و تبدیل آن به فیلم‌نامه از آن جمله (سنجرخان، سید عطا کل، زندگی پهلوان حسین گلزار کرمانشاهی، غارت آثار زیویه، میر نوروزی و…) و همچنین نوشتن چندین کتاب که منتشر شده به عناوین: ۱. زهر افعی ۲. حماسه سنجر خان۳. سارال۴. هه وارگه هاوار (اشعار کوردی)۵. کوچه باغ گل یاس (اشعار فارسی)

## آلبوم‌ها
- هورامان - با همکاری گروه کامکارها
- پرشنگ - با همکاری گروه کامکارها
- گلاویژ - با همکاری گروه کامکارها
- کیژی کورد - آهنگساز محمدجلیل عندلیبی

## فیلم‌نامه
1. اسب
2. یک سبد علف
3. پرواز در قفس
4. ارثیه مامه رحیم
5. عضو جدید اوپک
6. نبرد رمادیه
7. کوچه سرخ
8. کاروانسرا
9. وکیل اول
10. قلم و شیطان
11. پهلوان پنبه

## برنامه‌های تلویزیونی
1. داستانی منزل نو مبارک
2. عروسکی پهلوان پنبه
3. مستند دستان سرایان
4. مستند کهنه هواران (معرفی مشاهیر کردستان)

## کتاب‌ها
1. دیوان شعر کردی و فارسی
2. جمع‌آوری اشعار دیوان میرزا شفیع
3. ورزش باستانی و پهلوانان کرد
4. زندگی‌نامه سید علی اضعر کردستانی
5. اورامان
6. رمزگشایی در مظاهر فرهنگی
7. گردآوری اشعار هیجایی ایرانی قبل از اسلام
8. پس کوچه‌های سنندج
9. سارال
10. زهر افعی